# Démographie des Pyrénées-Orientales

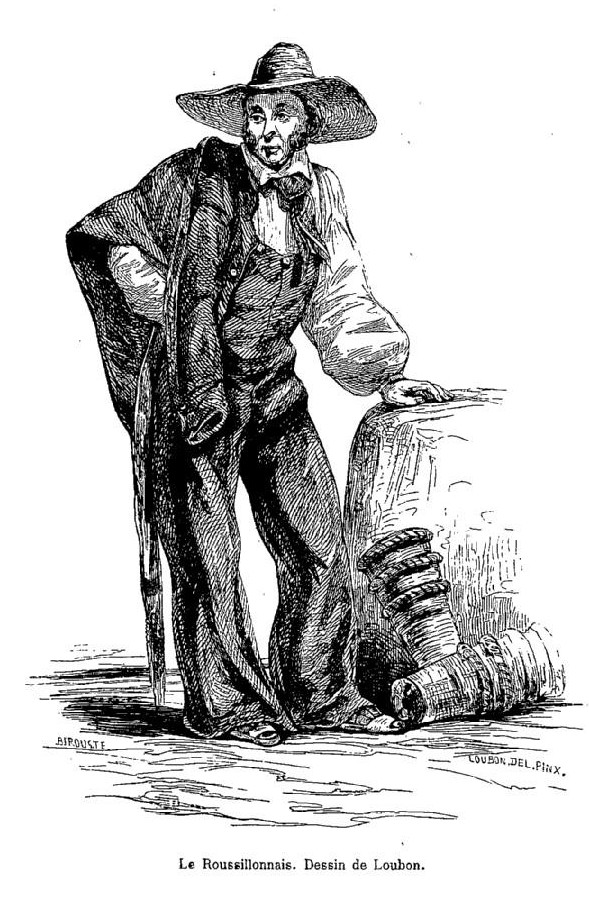
Le Roussillonnais (1878)

La démographie des Pyrénées-Orientales est caractérisée par une densité moyenne et une population en forte croissance depuis les années 1950.
Avec ses 492 964 habitants en 2022, le département français des Pyrénées-Orientales se situe en 54e position sur le plan national.
En six ans, de 2015 à 2021, sa population s'est accrue de près de 16 300 unités, c'est-à-dire de plus ou moins 2 700 personnes par an. Mais cette variation est différenciée selon les 226 communes que comporte le département.
La densité de population des Pyrénées-Orientales, 119,8 habitants par kilomètre carré en 2022, est supérieure à celle de la France entière qui est de 107,1 hab./km2 pour la même année.

## Évolution démographique du département des Pyrénées-Orientales
Le département a été créé par décret du 4 mars 1790. Il comporte alors trois districts (Perpignan, Prades, Céret). Le premier recensement sera réalisé en 1801 et ce dénombrement, reconduit tous les cinq ans à partir de 1821, permettra de connaître plus précisément l'évolution des territoires.
Avec 157 052 habitants en 1831, le département représente 0,48 % de la population française, qui est alors de 32 569 000 habitants. De 1831 à 1866, il va gagner 32 438 habitants, soit une augmentation de 0,59 % moyen par an, égal au taux d'accroissement national de 0,48 % sur cette même période.
L'évolution démographique entre la Guerre franco-prussienne de 1870 et la Première Guerre mondiale est similaire au niveau national. Sur cette période, la population gagne 21 130 habitants,  soit un accroissement de 11,1 % pour 10 % au niveau national. La population gagne 7,28 % pour la période de l'entre-deux guerres courant de 1921 à 1936 parallèlement à une croissance au niveau national de 6,9 %.
À l'instar des autres départements français, les Pyrénées-Orientales vont ensuite connaître un essor démographique après la Seconde Guerre mondiale, mais plus important. 
En 2022, le département comptait 492 964 habitants, en évolution de +3,92 % par rapport à 2016 (France hors Mayotte : +2,11 %).
| 1791 | 1801    | 1806    | 1821    | 1826    | 1831    | 1836    | 1841    | 1846    |
| ---- | ------- | ------- | ------- | ------- | ------- | ------- | ------- | ------- |
| -    | 110 732 | 126 692 | 143 054 | 151 372 | 157 052 | 164 325 | 173 592 | 180 794 |

| 1851    | 1856    | 1861    | 1866    | 1872    | 1876    | 1881    | 1886    | 1891    |
| ------- | ------- | ------- | ------- | ------- | ------- | ------- | ------- | ------- |
| 181 955 | 183 056 | 181 763 | 189 490 | 191 856 | 197 940 | 208 855 | 211 187 | 210 125 |

| 1896    | 1901    | 1906    | 1911    | 1921    | 1926    | 1931    | 1936    | 1946    |
| ------- | ------- | ------- | ------- | ------- | ------- | ------- | ------- | ------- |
| 208 348 | 212 121 | 213 171 | 212 986 | 217 503 | 229 979 | 238 647 | 233 347 | 228 776 |

| 1954    | 1962    | 1968    | 1975    | 1982    | 1990    | 1999    | 2006    | 2011    |
| ------- | ------- | ------- | ------- | ------- | ------- | ------- | ------- | ------- |
| 230 285 | 251 231 | 281 976 | 299 506 | 334 557 | 363 796 | 392 803 | 432 112 | 452 530 |

| 2016    | 2021    | 2022    | - | - | - | - | - | - |
| ------- | ------- | ------- | - | - | - | - | - | - |
| 474 369 | 487 307 | 492 964 | - | - | - | - | - | - |

## Population par divisions administratives

### Arrondissements
Le département des Pyrénées-Orientales comporte trois arrondissements. La population se concentre principalement sur l'arrondissement de Perpignan, qui recense 60 % de la population totale du département en 2022, avec une densité de 410,5 hab./km2, contre 28 % pour l'arrondissement de Céret et 12 % pour celui de Prades.
| Arrondissement  | Population(2022) | Variation(2022/2016)                       | Superficie(km2) | Densité(hab./km2) |
| --------------- | ---------------- | ------------------------------------------ | --------------- | ----------------- |
| Perpignan       | 295 776          | en évolution de +3,75 % par rapport à 2016 | 720,5           | 410,5             |
| Céret           | 136 277          | en évolution de +5,26 % par rapport à 2016 | 1 214,1         | 112,2             |
| Prades          | 60 911           | en évolution de +1,81 % par rapport à 2016 | 2 181,4         | 27,9              |
| Source : Insee. |                  |                                            |                 |                   |

### Communes de plus de10 000 habitants
Sur les 226 communes que comprend le département des Pyrénées-Orientales, 59 ont en 2021 une population municipale supérieure à 2 000 habitants, 22 ont plus de 5 000 habitants, huit ont plus de 10 000 habitants et une a plus de 25 000 habitants : Perpignan.
Les évolutions respectives des communes de plus de 10 000 habitants sont présentées dans le tableau ci-après.
| Commune                      | Population(2022) | Variation(2022/2016)                        | Superficie(km2) | Densité(hab./km2) |
| ---------------------------- | ---------------- | ------------------------------------------- | --------------- | ----------------- |
| Perpignan                    | 120 996          | en évolution de −0,72 % par rapport à 2016  | 68,07           | 1 777,5           |
| Canet-en-Roussillon          | 13 005           | en évolution de +7,76 % par rapport à 2016  | 22,39           | 580,8             |
| Saint-Estève                 | 11 673           | en évolution de −1,42 % par rapport à 2016  | 11,67           | 1 000,3           |
| Saint-Cyprien                | 11 995           | en évolution de +12,82 % par rapport à 2016 | 15,8            | 759,2             |
| Argelès-sur-Mer              | 10 779           | en évolution de +3,31 % par rapport à 2016  | 58,67           | 183,7             |
| Pia                          | 11 174           | en évolution de +25,72 % par rapport à 2016 | 13,18           | 847,8             |
| Cabestany                    | 10 414           | en évolution de +6,04 % par rapport à 2016  | 10,42           | 999,4             |
| Saint-Laurent-de-la-Salanque | 9 941            | en évolution de −3,56 % par rapport à 2016  | 12,39           | 802,3             |
| Source : Insee.              |                  |                                             |                 |                   |

## Structures des variations de population

### Soldes naturels et migratoires depuis 1968
La variation moyenne annuelle est positive mais en régression depuis les années 1970, passant de 0,9 à 0,6 %.
Le solde naturel annuel qui est la différence entre le nombre de naissances et le nombre de décès enregistrés au cours d'une même année, a baissé, passant de 0,0 à −0,3 %. La baisse du taux de natalité, qui passe de 12,9 à 9,3 ‰, n'est en fait pas compensée par une baisse équivalente du taux de mortalité, qui parallèlement passe de 12,8 à 12 ‰.
Le flux migratoire est a contrario en forte croissance sur la période courant de 1968 à 2010, le taux annuel passant de 0,9 à 1,2 %, avant de baisser à 0,6 % sur la période 2015-2021. 
| Indicateurs démographiques                       | 1968 à1975 | 1975 à1982 | 1982 à1990 | 1990 à1999 | 1999 à2010 | 2010 à2015 | 2015 à2021 |
| ------------------------------------------------ | ---------- | ---------- | ---------- | ---------- | ---------- | ---------- | ---------- |
| Variation annuelle moyenne de la population en % | 0,9        | 1,6        | 1,1        | 0,9        | 1,2        | 1,0        | 0,6        |
| - due au solde naturel en %                      | 0,0        | -0,2       | -0,1       | -0,1       | -0,1       | -0,1       | -0,3       |
| - due au solde apparent des entrées sorties en % | 0,9        | 1,8        | 1,1        | 1,0        | 1,3        | 1,0        | 0,8        |
| Taux de natalité en ‰                            | 12,9       | 11,0       | 11,2       | 10,6       | 10,7       | 10,7       | 9,3        |
| Taux de mortalité en ‰                           | 12,8       | 12,9       | 12,1       | 11,8       | 11,5       | 11,2       | 12,0       |
| Source : Insee.                                  |            |            |            |            |            |            |            |

### Mouvements naturels sur la période 2014-2022
En 2014, 4 800 naissances ont été dénombrées contre 5 111 décès. Le nombre annuel des naissances a diminué depuis cette date, passant à 4 318 en 2022, indépendamment à une augmentation, mais relativement faible, du nombre de décès, avec 6 742 en 2022. Le solde naturel est ainsi négatif et diminue, passant de -311 à −2 424.
Pour des raisons techniques, il est temporairement impossible d'afficher le graphique qui aurait dû être présenté ici.

## Densité de population
La densité de population est en augmentation depuis 1968, en cohérence avec l'augmentation de la population.
En 2021, la densité était de 118,4 hab./km2.
| 1968 |  | 68.5 |  |

| 1975 |  | 72.8 |  |

| 1982 |  | 81.3 |  |

| 1990 |  | 88.4 |  |

| 1999 |  | 95.4 |  |

| 2010 |  | 109.0 |  |

| 2015 |  | 114.4 |  |

| 2021 |  | 118.4 |  |

## Répartition par sexes et tranches d'âges
La population du département est plus âgée qu'au niveau national.
En 2021, le taux de personnes d'un âge inférieur à 30 ans s'élève à 30,4 %, soit en dessous de la moyenne nationale (35,1 %). À l'inverse, le taux de personnes d'âge supérieur à 60 ans est de 33,5 % la même année, alors qu'il est de 26,6 % au niveau national.
En 2021, le département comptait 231 293 hommes pour 256 014 femmes, soit un taux de 52,54 % de femmes, légèrement supérieur au taux national (51,61 %).
Les pyramides des âges du département et de la France s'établissent comme suit.
| Hommes | Classe d’âge | Femmes |
| ------ | ------------ | ------ |
| 1      | 90 ou +      | 2,3    |
| 9,7    | 75-89 ans    | 12,3   |
| 20,3   | 60-74 ans    | 20,9   |
| 19,8   | 45-59 ans    | 19,6   |
| 16,4   | 30-44 ans    | 16,4   |
| 15,4   | 15-29 ans    | 13,6   |
| 17,3   | 0-14 ans     | 14,8   |

| Hommes | Classe d’âge | Femmes |
| ------ | ------------ | ------ |
| 0,7    | 90 ou +      | 1,9    |
| 7,0    | 75-89 ans    | 9,5    |
| 16,6   | 60-74 ans    | 17,5   |
| 20,0   | 45-59 ans    | 19,5   |
| 18,8   | 30-44 ans    | 18,3   |
| 18,3   | 15-29 ans    | 16,7   |
| 18,6   | 0-14 ans     | 16,7   |

## Répartition par catégories socioprofessionnelles
La catégorie socioprofessionnelle des retraités est surreprésentée par rapport au niveau national. Avec 33,2 % en 2021, elle est 6,4 points au-dessus du taux national (26,8 %). La catégorie socioprofessionnelle des cadres et professions intellectuelles supérieures est quant à elle sous-représentée par rapport au niveau national. Avec 5,1 % en 2021, elle est 5 points en dessous du taux national (10,1 %).
| Catégorie socioprofessionnelle                    | 2015    | 2015 | 2021    | 2021 | Détails de l'année 2021 | Détails de l'année 2021 | Détails de l'année 2021            | Détails de l'année 2021            | Détails de l'année 2021            |
| Catégorie socioprofessionnelle                    | Nb      | %    | Nb      | %    | Hommes                  | Femmes                  | Part en % de la population âgée de | Part en % de la population âgée de | Part en % de la population âgée de |
| Catégorie socioprofessionnelle                    | Nb      | %    | Nb      | %    | Hommes                  | Femmes                  | 15 à 24 ans                        | 25 à 54 ans                        | 55 ans ou +                        |
| ------------------------------------------------- | ------- | ---- | ------- | ---- | ----------------------- | ----------------------- | ---------------------------------- | ---------------------------------- | ---------------------------------- |
| Agriculteurs exploitants                          | 2 795   | 0,7  | 2 678   | 0,7  | 1 886                   | 792                     | 0,1                                | 1,0                                | 0,5                                |
| Artisans, commerçants, chefs d'entreprise         | 17 542  | 4,5  | 18 900  | 4,6  | 12 703                  | 6 197                   | 1,0                                | 7,9                                | 2,7                                |
| Cadres et professions intellectuelles supérieures | 19 442  | 5,0  | 21 078  | 5,1  | 11 563                  | 9 515                   | 0,8                                | 9,0                                | 2,9                                |
| Professions intermédiaires                        | 45 753  | 11,7 | 50 247  | 12,2 | 22 649                  | 27 598                  | 7,1                                | 22,8                               | 4,6                                |
| Employés                                          | 63 682  | 16,3 | 64 183  | 15,6 | 17 640                  | 46 544                  | 15,3                               | 26,9                               | 6,2                                |
| Ouvriers                                          | 41 762  | 10,7 | 41 595  | 10,1 | 33 766                  | 7 829                   | 11,3                               | 17,4                               | 3,6                                |
| Retraités                                         | 132 889 | 34,0 | 136 956 | 33,2 | 63 423                  | 73 534                  | 0,0                                | 0,3                                | 69,2                               |
| Autres personnes sans activité professionnelle    | 67 509  | 17,2 | 76 381  | 18,5 | 29 527                  | 46 855                  | 64,4                               | 14,6                               | 10,3                               |
| Ensemble                                          | 391 376 | 100  | 412 021 | 100  | 193 157                 | 218 863                 | 100                                | 100                                | 100                                |
| Sources : Insee,.                                 |         |      |         |      |                         |                         |                                    |                                    |                                    |